# Алентова, Вера Валентиновна
Ве́ра Валенти́новна А́лентова (или Але́нтова, урождённая Бы́кова; род. 21 февраля 1942, Котлас, Архангельская область, Архангельская область, РСФСР, СССР) — советская и российская актриса театра, кино и телевидения, театральный педагог; народная артистка Российской Федерации (1992), лауреат Государственной премии СССР (1981) и Государственной премии РСФСР имени братьев Васильевых (1986).
Всемирную известность получила благодаря исполнению главной роли в фильме «Москва слезам не верит» режиссёра Владимира Меньшова, который был удостоен премии «Оскар» в номинации «Лучший фильм на иностранном языке» (1981).

## Биография

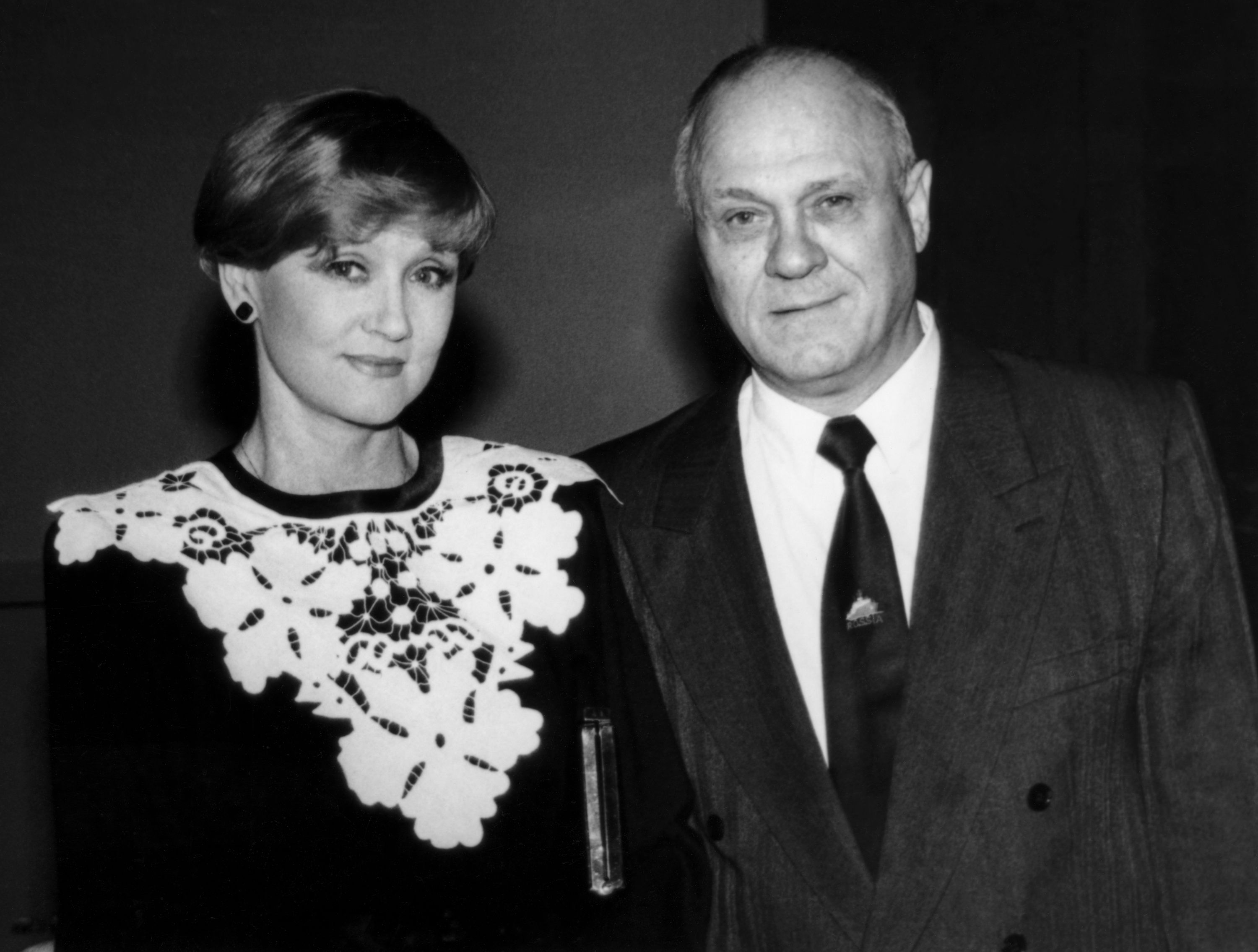
С супругом Владимиром Меньшовым, 1992 год, автор фото: Лев Медведев

Вера Быкова (с 1969 года по матери — Алентова) родилась 21 февраля 1942 года в городе Котлас Архангельской области. Отец — Валентин Михайлович Быков (1917—1946)‚ актёр. Мать — Ирина Николаевна Алентова (1917—1988)‚ актриса. Имя получила в честь бабушки по материнской линии, умершей в возрасте 28 лет. Дед актрисы окончил Томский университет и работал врачом, бабушка окончила Бестужевские курсы. В роду актрисы были священнослужители, один из которых был расстрелян в 1937 году. Отец Веры умер, когда ей было 3 года, после чего мать увезла её на Украину, в город Кривой Рог, где Алентова пошла в школу. Затем училась в Коканде, окончила школу в Барнауле. В 1957 году мать вышла замуж во второй раз за Юрия, ставшего Вере Алентовой отчимом.
Осенью 1960 года вместе с матерью была зачислена в труппу Орского государственного драматического театра имени А. С. Пушкина, в котором проработала один театральный сезон, дебютировав в спектакле «Иркутская история» в роли Майи. На протяжении сезона была занята в большом количестве спектаклей.
В 1961 году отправилась в Москву, где поступила и в 1965 году окончила актёрский факультет школы-студии имени В. И. Немировича-Данченко при МХАТ СССР имени М. Горького (руководитель курса — Василий Петрович Марков).
В 1965 году была принята в труппу Московского драматического театра имени А. С. Пушкина, на сцене которого её первой ролью стала Райна Петкова в спектакле «Шоколадный солдатик» режиссёра Бориса Равенских. Служит в театре по настоящее время.
Дебютировала в кино в роли учительницы Лидии Фёдоровны в драматическом художественном фильме о советских лётчиках-истребителях «Дни лётные» (1965) в постановке Николая Литуса и Леонида Ризина, снятого на «Киностудии имени Александра Довженко» (Украинская ССР, Киев).
Всесоюзную известность получила после выхода на советские экраны мелодраматического художественного фильма режиссёра Владимира Меньшова «Москва слезам не верит» (1979, киностудия «Мосфильм»), в котором исполнила главную роль Екатерины Александровны Тихомировой. Лента стала лидером советского кинопроката 1980 года — её посмотрело около 90 миллионов зрителей, а в 1981 году была удостоена американской кинопремии «Оскар» в номинации «Лучший фильм на иностранном языке».
С 2009 года Вера Алентова руководила совместно с мужем Владимиром Меньшовым актёрско-режиссёрской мастерской во ВГИКе.

### Семья
Муж, Владимир Валентинович Меньшов (1939—2021) — актёр‚ режиссёр, народный артист РСФСР (1989). Алентова вышла за него замуж во время учёбы на втором курсе Школы-студии МХАТ.
Дочь, Юлия Меньшова (род. 1969) — актриса‚ телеведущая. Зять, Игорь Гордин (род. 6 мая 1965) — актёр, заслуженный артист РФ (2004).

## Творческая деятельность

### Роли в театре

#### Московский драматический театр имени А. С. Пушкина
- «Шоколадный солдатик» Дж. Б. Шоу — Райна Петкова[9]
- «Аленький цветочек» — Алёнушка
- «Зыковы» М. Горького — Павла
- «Дети солнца» М. Горького — Елена
- «Пизанская башня» —
- «Федра» М. Цветаева — кормилица
- «Счастливые дни» — Винни[10]
- «Квадратура круга» — Людмила
- «Человек и джентльмен» — Биче
- «Сокровище» — Роберта Крой
- «Жил-был Я» — Мерцальская
- «Последние дни» — Гончарова
- «Невольницы» — Евлалия
- «Разбойники» — Амалия
- «Разбитое счастье» («Светит, да не греет») — Ренёва
- «Я — женщина» — Маша
- «Подонки» — директор
- «Призраки» — Мария
- «Французский бенефис» — актриса
- «Варшавская мелодия» — Гелена
- «Где любезная моя?» — Антрыгина
- «Красотки кабаре» — героиня
- «Наваждение» — Зинаида
- «Пули над Бродвеем» — Хелен Синклейр
- «Бешеные деньги» — Надежда Антоновна Чебоксарова[11]
- «Девичник club» — Люсиль[12]
- «Недосягаемая» — Каролина
- 2011—2017 — «Любовь. Письма» по пьесе «Любовные письма» («Love Letters») американского писателя и драматурга Альберта Гёрни-младшего в переводе Сергея Волынца (режиссёр — Юлия Меньшова; премьера — 7 октября 2011 года, последний показ — 4 марта 2017 года) — Мелисса[13][14][15][16]
- «Семейка Краузе» — Генриетта Карловна
- «Апельсины & лимоны» — Джудт Блисс[17]
- «Ложные признания» — Госпожа Аргант[18]
- «Мадам Рубинштейн» — Хелена Рубинштейн (режиссёр Евгений Писарев, премьера — 11 февраля 2022)

### Роли в кино
| Год  |     | Название                                                          | Роль |
| ---- | --- | ----------------------------------------------------------------- | --- |
| 1965 | ф   | Дни лётные                                                        | Лидия Фёдоровна, учительница (дебют актрисы в кино, в титрах указана как В. Быкова) |
| 1967 | ф   | Звёзды и солдаты                                                  | медсестра |
| 1968 | кор | К вопросу о диалектике восприятия искусства, или Утраченные грёзы | актриса ТЮЗа |
| 1975 | тсп | Такая короткая долгая жизнь                                       | Настя Овчинникова |
| 1976 | ф   | Рождение                                                          | Оленина |
| 1979 | ф   | Москва слезам не верит                                            | Екатерина Александровна (Катерина) Тихомирова, слесарь-наладчик, позднее — директор химкомбината |
| 1982 | ф   | Время для размышлений                                             | Алла Борисовна (Аля) |
| 1984 | ф   | Время желаний                                                     | Светлана Васильевна |
| 1987 | ф   | Завтра была война                                                 | Валентина Андроновна (Валендра), завуч школы |
| 1988 | ф   | Прости нас, сад                                                   | Марина Долматова |
| 1989 | ф   | Процесс                                                           | Надежда Евгеньевна Поплавская |
| 1990 | ф   | Когда святые маршируют                                            | Люси Левченко (в молодости), джазовая певица |
| 1992 | ф   | Непредвиденные визиты                                             | Антонина Ивановна, секретарь председателя исполкома |
| 1994 | ф   | Жених из Майами                                                   | Люся |
| 1995 | ф   | Ширли-мырли                                                       | Кэрол Абзац, американка, невеста музыканта Иннокентия Шниперсона / Земфира Алмазова, цыганка, жена цыганского барона Романа Алмазова / Люсьена Кроликова, девушка вора Василия Кроликова / Уитни Кроликоу, чернокожая стюардесса |
| 1995 | ф   | Сын за отца                                                       | Ядвига Станиславовна Заборовская |
| 2000 | ф   | Зависть богов                                                     | Соня Аниканова, редактор на телевидении |
| 2001 | ф   | Мамука                                                            | Имя персонажа не указано |
| 2001 | ф   | Серебряная свадьба                                                | Вера |
| 2004 | с   | Самара-городок                                                    | Лидия Сергеевна, мать хоккеиста Никиты Хабарова |
| 2006 | тф  | Первый дома                                                       | Екатерина Александровна (Катерина) Тихомирова |
| 2007 | с   | Бальзаковский возраст, или Все мужики сво…                        | Зинаида Семёновна Большова, мать Веры Большовой |
| 2007 | ф   | И всё-таки я люблю…                                               | Анна Брониславовна Лягушова, мать Вадима Николаевича Лягушова |
| 2008 | ф   | Большой вальс                                                     | Имя персонажа не указано |
| 2008 | ф   | Любовь как мотив                                                  | Галина Васильевна Резник, мать Дины Олеговны, тёща Павла |
| 2010 | с   | Дар божий                                                         | Вера Левина |
| 2013 | с   | Бальзаковский возраст, или Все мужики сво… 5 лет спустя           | Зинаида Семёновна Большова, мать Веры Большовой |
| 2014 | ф   | С Восьмым марта, мужчины!                                         | Галина Семёновна Касперская («Гага»), мать Льва |
| 2014 | ф   | Дорога без конца                                                  | Надежда Николаевна, предприниматель |
| 2019 | ф   | Воскресенье                                                       | мать Терехова |
| 2019 | ф   | Московский романс                                                 | Катерина Тихомирова, жительница дома на Котельнической (камео из фильма «Москва слезам не верит») |
| 2022 | ф   | Ампир V                                                           | Иштар Борисовна, богиня |

### Документальные фильмы
- «Вера Алентова. „О Москве, слезах и Вере Алентовой“» («Первый канал», 2012)[19];
- «Вера Алентова. „Я покажу вам королеву-мать!“» («Первый канал», 2017)[20][21].

## Награды
Государственные награды:
- 1981 — Лауреат Государственной премии СССР в области искусства — за исполнение роли Екатерины Александровны Тихомировой в художественном фильме «Москва слезам не верит» (1979) производства киностудии «Мосфильм».
- 1982 — Почётное звание «Заслуженный артист РСФСР» — за заслуги в области искусства.
- 1986 — Лауреат Государственной премии имени братьев Васильевых — за исполнение роли Светланы Васильевны в художественном фильме «Время желаний» (1984).
- 1992 — Почётное звание «Народный артист Российской Федерации» — за большие заслуги в области театрального искусства[4].
- 2001 — Орден Дружбы — за большой вклад в развитие театрального искусства[22].
- 2007 — Орден Почёта — за заслуги в области культуры и искусства[23].
- 2012 — Орден «За заслуги перед Отечеством» IV степени — за большой вклад в развитие отечественного театрального и кинематографического искусства, многолетнюю творческую деятельность[24].
- 2019 — Медаль Пушкина — за большой вклад в развитие отечественной культуры и искусства, средств массовой информации, многолетнюю творческую деятельность[25].
- 2022 — Орден «За заслуги перед Отечеством» III степени — за большой вклад в развитие отечественной культуры и искусства, многолетнюю плодотворную деятельность[26].

Общественные награды:
- 1981 — Лауреат премии «Сан-Мишель» на Международном кинофестивале в Брюсселе (Бельгия) за лучшую женскую роль — за исполнение роли Екатерины Александровны Тихомировой в художественном фильме «Москва слезам не верит» (1979) производства киностудии «Мосфильм».
- 2002 — Почётная грамота Правительства Москвы — за большие творческие достижения в развитии театрального искусства и в связи с юбилеем[27].
- 2008 — Лауреат XIV российской национальной телевизионной премии «ТЭФИ» в категории «Лица» в номинации «Исполнительница женской роли в телевизионном фильме/сериале» — за исполнение роли Анны Брониславовны Лягушовой в художественном фильме «И всё-таки я люблю…» (2007).
- 2017 — Знак отличия «За безупречную службу городу Москве» L лет[28].
- 2018 — Нагрудный знак РФ «За вклад в российскую культуру» (Министерство культуры Российской Федерации)[29][30].
- 2019 — Лауреат IX российской национальной актёрской премии имени Андрея Миронова «Фигаро» в Санкт-Петербурге в номинации «За служение русскому репертуарному театру»[31][32].